# Valī Kūchekeh
Valī Kūchekeh (persiska: ولی کوچکه) är en ort i Iran.   Den ligger i provinsen Khuzestan, i den västra delen av landet, 400 km sydväst om huvudstaden Teheran. Valī Kūchekeh ligger 493 meter över havet och antalet invånare är 173.
Terrängen runt Valī Kūchekeh är huvudsakligen kuperad, men den allra närmaste omgivningen är platt. Runt Valī Kūchekeh är det ganska tätbefolkat, med 72 invånare per kvadratkilometer. Närmaste större samhälle är Kalakdarreh-ye Do, 7,1 km öster om Valī Kūchekeh. Omgivningarna runt Valī Kūchekeh är i huvudsak ett öppet busklandskap.